# Julius Schulte
Julius Schulte (* 14. Mai 1881 in Steyrermühl, Gemeinde Laakirchen; † 11. August 1928 in Linz) war ein österreichischer Architekt, dessen Werke sich zunächst am Jugendstil und später am Expressionismus orientierten.

## Leben

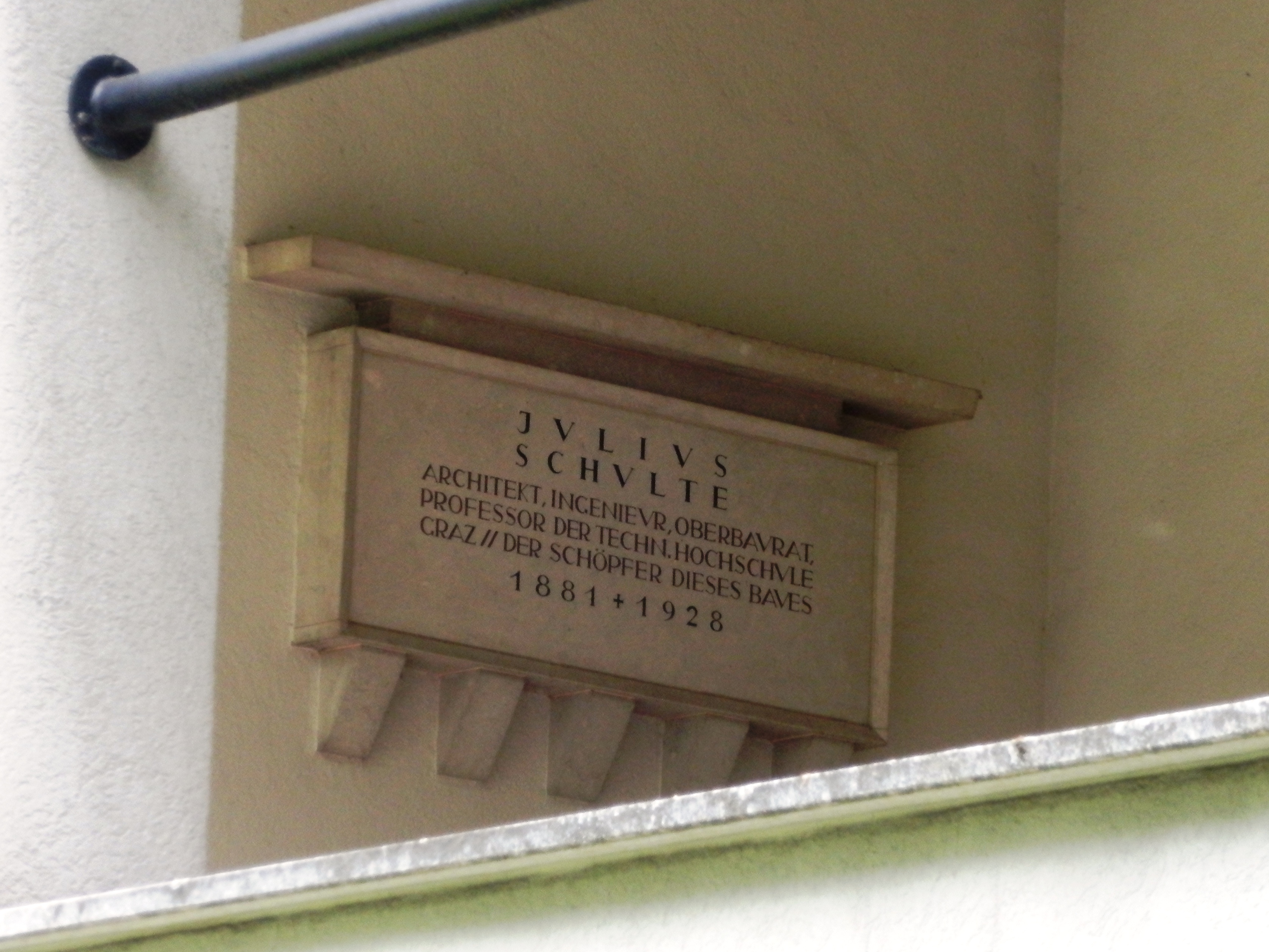
Urnengrab von Julius Schulte auf der Empore der von ihm errichteten alten Feuerhalle in Linz

Julius Schulte studierte an der Technischen Hochschule und der Wiener Akademie. Er arbeitete ab 1905 im Atelier von Friedrich Ohmann. Von 1909 bis 1921 war Schulte Baurat beim Magistrat Linz. 1923 wurde er Mitglied der Genossenschaft der bildenden Künstler Wiens, Künstlerhaus. Mit 1926 übernahm er eine Professur an der Technischen Hochschule in Graz (Lehrkanzel für Baukunst).
Von 1919 an errichtete Schulte in Oberösterreich zahlreiche öffentliche Gebäude und Wohnhäuser.  1927 bis 1928 gehörte Erich Boltenstern zu Schultes Mitarbeitern in Linz, ebenso Hans Arndt, Paul Theer und Rudolf Nowotny, welche nach Schultes  überraschendem Tod einige der noch von diesem entworfenen Bauwerke fertigstellten.
Julius Schulte starb am  11. August 1928  in Linz, sein Grab befindet sich auf der Empore der von ihm errichteten alten Feuerhalle im Urnenhain Urfahr.

## Realisierungen
| Foto |                 | Baujahr   | Name                                                                                                 | Standort                                                   | Beschreibung | Metadaten                                                                                        |
| --- | --------------- | --------- | --- | ---------------------------------------------------------- | --- | ------------------------------------------------------------------------------------------------ |
| ja [[Vorlage:Bilderwunsch/code!/O:Christuskirche (Sankt Veit an der Glan)!/C:46.76657778,14.361775!/D:Evangelische Kirche St. Veit an der Glan Martin-Luther-Straße 1 qualitatives Foto!/\|BW]] | Datei hochladen | 1912      | Evangelische Kirche St. Veit an der Glan HERIS-ID: 54883 Objekt-ID: 63307                            | Martin-Luther-Straße 1 Standort                            | Anmerkung: Als Schularbeit bei Friedrich Ohmann geplant 1907–1908                                                                                       | P84(Architekt):Julius Schulte, Friedrich Ohmann P131(Ort):Sankt Veit an der Glan Region-ISO:AT-2 |
| ja | Datei hochladen | 1910–1911 | Mädchenlyzeum/Körnerschule Linz HERIS-ID: 52289 Objekt-ID: 58892 Linz: 825                           | Körnerstraße 9 Standort                                    | Anmerkung: Auch die Glasmosaikentwürfe für die Fenster stammen von Schulte                                                                              | P84(Architekt):Julius Schulte P131(Ort):Linz Region-ISO:AT-4                                     |
| ja | Datei hochladen | 1911      | Knabenbürgerschule/Otto-Glöckel-Schule Linz-Waldegg HERIS-ID: 78618 Objekt-ID: 92282 Linz: 2070      | Wiener Straße 42 Standort                                  | Anmerkung: 1944 stark beschädigt | P84(Architekt):Julius Schulte P131(Ort):Linz Region-ISO:AT-4                                     |
| ja | Datei hochladen | 1911–1913 | Rathaus Urfahr HERIS-ID: 52367 Objekt-ID: 58981 Linz: 2963                                           | Rudolfstraße 18 Standort                                   | → Hauptartikel : Altes Rathaus (Urfahr) f1 | P84(Architekt):Julius Schulte P131(Ort):Linz Region-ISO:AT-4                                     |
| ja BW | Datei hochladen | 1912      | Schule Linz Lustenau / Raimundschule HERIS-ID: 78547 Objekt-ID: 92209 Linz: 2193                     | Raimundstraße 17 Standort                                  | Anmerkung: Zubau | P84(Architekt):Julius Schulte P131(Ort):Linz Region-ISO:AT-4                                     |
| BW | Datei hochladen | 1912–1913 | Siedlung Greilstraße                                                                                 | Linz, Greilstraße 10 und andere Standort                   | Anmerkung: Mit Alfred Rodler, Koordinaten bezieht sich auf Nr. 10                                                                                       | P84(Architekt):Julius Schulte P131(Ort):Linz Region-ISO:AT-4                                     |
| ja | Datei hochladen | 1912–1914 | Straßenbahnwartehäuschen Volksgarten und Hinsenkampplatz                                             |                                                            | zerstört | P84(Architekt): P131(Ort):                                                                       |
| ja | Datei hochladen | 1912      | Weberschule HERIS-ID: 52360 Objekt-ID: 58973 Linz: 3007                                              | Webergasse 1 Standort                                      | | P84(Architekt):Julius Schulte P131(Ort):Linz Region-ISO:AT-4                                     |
| ja | Datei hochladen | 1913–1915 | Kindergarten Mauthausen HERIS-ID: 20861 Objekt-ID: 17168                                             | Lindenweg 9 Standort                                       | → Hauptartikel : Kindergarten Mauthausen f1 | P84(Architekt):Julius Schulte P131(Ort):Mauthausen Region-ISO:AT-4                               |
| ja | Datei hochladen | 1914      | Rathaus Eferding HERIS-ID: 6293 Objekt-ID: 2170                                                      | Stadtplatz 14 Standort                                     | Anmerkung: Erweiterung des bestehenden Gebäudes um einen turmartigen Vorbau                                                                             | P84(Architekt):Julius Schulte P131(Ort):Eferding Region-ISO:AT-4                                 |
| ja | Datei hochladen | 1914      | Villa Melichar                                                                                       | Puchenau, Melicharweg 18 Standort                          | | P84(Architekt):Julius Schulte P131(Ort):Puchenau Region-ISO:AT-4                                 |
| ja | Datei hochladen | 1914–1929 | Fleischmarkthalle Linz HERIS-ID: 46713 Objekt-ID: 48846 Linz: 994                                    | Holzstraße 3 Standort                                      | Anmerkung: Fertiggestellt erst nach dem Tod Schultes 1929 von Curt Kühne                                                                                | P84(Architekt):Curt Kühne, Julius Schulte P131(Ort):Linz Region-ISO:AT-4                         |
| | Datei hochladen | 1917      | Gedächtniskapelle und Grabstein eines Kriegsgefallenen                                               | Wien Inzersdorf                                            | Anmerkung: Am Inzersdorfer Friedhof? | P84(Architekt): P131(Ort):                                                                       |
| | Datei hochladen | 1917–1918 | Umbau Villa Eberle                                                                                   | Fröscherstraße 3, Pressbaum                                | zerstört Anmerkung: 1970 abgerissen | P84(Architekt): P131(Ort):                                                                       |
| ja [[Vorlage:Bilderwunsch/code!/C:47.991476,13.809681!/D:Arbeiterheim Steyrermühl Arbeiterheimstraße 29 Foto des Saales!/\|BW]]                                                                 | Datei hochladen | 1919      | Arbeiterheim Steyrermühl HERIS-ID: 91312 Objekt-ID: 106065                                           | Arbeiterheimstraße 29 Standort                             | | P84(Architekt):Julius Schulte P131(Ort):Laakirchen Region-ISO:AT-4                               |
| ja | Datei hochladen | 1919–1920 | Permanganatfabrik Linz HERIS-ID: 109933 Objekt-ID: 127578 Linz: 1987                                 | Petzoldstraße 43 Standort                                  | Anmerkung: Heute Landesfeuerwehrkommando Oberösterreich                                                                                                 | P84(Architekt):Julius Schulte P131(Ort):Linz Region-ISO:AT-4                                     |
| ja | Datei hochladen | 1922      | Permanganatfabrik Linz, Beamtenhäuser                                                                | Posthofstraße 50 Standort                                  | | P84(Architekt):Julius Schulte P131(Ort):Linz Region-ISO:AT-4                                     |
| | Datei hochladen | 1920–1921 | Glutinwerk Wegscheid                                                                                 | Koordinaten fehlen! Hilf mit.                              | Anmerkung: Ausführung mit sich verjüngenden Holzpfeilern auf Betonsockeln. zerstört?                                                                    | P84(Architekt): P131(Ort):                                                                       |
| | Datei hochladen | 1920–1923 | Fabriksgebäude Esseff und Beamtenhäuser                                                              | Linz                                                       | zerstört Anmerkung: Esseff Chemische Industrie- und Handels AG Linz und Wien. Gelände der Chemie Linz AG                                                | P84(Architekt): P131(Ort):                                                                       |
| | Datei hochladen | 1922      | Umbau der Roth'schen Pulverfabrik Felixdorf / Blumau                                                 | Felixdorf Standort                                         | zerstört Anmerkung: Munitionsfabrik Georg Roth / Emil Roth (1868–1954). Im Rahmen des Umstiegs auf Metallwaren. Genaues Objekt nicht eruierbar.         | P84(Architekt): P131(Ort):                                                                       |
| ja | Datei hochladen | 1922–1929 | Krematorium und Urnenhain Linz                                                                       | Linz-Urfahr, Urnenhainweg 8 Standort                       | → Hauptartikel : Urnenhain Urfahr f1 | P84(Architekt):Julius Schulte P131(Ort):Urfahr Region-ISO:AT-4                                   |
| ja | Datei hochladen | 1927      | Urnenhain Pförtnerhaus HERIS-ID: 45824 Objekt-ID: 47281 Linz: 1964                                   | Linz-Urfahr, Urnenhainweg 8 Standort                       | | P84(Architekt):Julius Schulte P131(Ort):Linz Region-ISO:AT-4                                     |
| ja | Datei hochladen | 1923      | Villenanlage „Am Grünen Anger“                                                                       | Linz-Urfahr, Aubergstraße 55–57 Standort                   | Anmerkung: Auch „Doppelhaus Am Grünen Hang“ | P84(Architekt):Julius Schulte P131(Ort):Linz Region-ISO:AT-4                                     |
| ja | Datei hochladen | 1924–1926 | Aufstockung Hauptpostamt Linz HERIS-ID: 52265 Objekt-ID: 58863 Linz: 349                             | Domgasse 1 Standort                                        | | P84(Architekt):Julius Schulte P131(Ort):Linz Region-ISO:AT-4                                     |
| ja | Datei hochladen | 1925      | Traunfallbrücke HERIS-ID: 89087 Objekt-ID: 103683                                                    | Viecht Standort                                            | Anmerkung: Im Zweiten Weltkrieg zerstört und 1948 in alter Form wieder aufgebaut.                                                                       | P84(Architekt):Julius Schulte P131(Ort):Desselbrunn Region-ISO:AT-4                              |
| BW | Datei hochladen | 1925      | Schule in Eferding                                                                                   | Postgütlstraße 4, Eferding Standort                        | | P84(Architekt):Julius Schulte P131(Ort):Eferding Region-ISO:AT-4                                 |
| ja | Datei hochladen | 1925      | Wasserturm der Brauerei Gmunden HERIS-ID: 45364 Objekt-ID: 46661                                     | Bräuhausstraße 21 Standort                                 | | P84(Architekt):Julius Schulte P131(Ort):Gmunden Region-ISO:AT-4                                  |
| ja | Datei hochladen | 1925      | Pegelhäuschen in Linz                                                                                |                                                            | zerstört Anmerkung: Genaue Position unklar. | P84(Architekt):Julius Schulte P131(Ort):Linz Region-ISO:AT-4                                     |
| ja | Datei hochladen | 1925–1927 | Gemeindehaus Laakirchen                                                                              | Rathausplatz 1, Laakirchen Standort                        | | P84(Architekt):Julius Schulte P131(Ort):Laakirchen Region-ISO:AT-4                               |
| BW | Datei hochladen | 1925      | Beamtenwohnhaus in Linz Waldeggstraße                                                                | Linz, Waldeggstraße 3–5 Standort                           | Anmerkung: Ausgeführt 1930. Mit Baumeister Erich Hillbrand                                                                                              | P84(Architekt):Julius Schulte, Ernst Hillbrand P131(Ort):Linz Region-ISO:AT-4                    |
| ja | Datei hochladen | 1926–1927 | Schule in Ebensee HERIS-ID: 101301 Objekt-ID: 117623                                                 | Solvaystraße 9 Standort                                    | | P84(Architekt):Julius Schulte P131(Ort):Ebensee am Traunsee Region-ISO:AT-4                      |
| ja BW | Datei hochladen | 1927      | Villa Seiler am Römerberg HERIS-ID: 44803 Objekt-ID: 45663 Linz: 912                                 | Roseggerstraße 2 Standort                                  | Anmerkung: Hier hat Schulte auch die Innenräume gestaltet.                                                                                              | P84(Architekt):Julius Schulte P131(Ort):Linz Region-ISO:AT-4                                     |
| BW | Datei hochladen | 1926–1927 | Siedlung „Am Hagen“                                                                                  | Linz-Urfahr, Brennerstraße 17–24 Standort                  | Anmerkung: Das Ensemble besteht aus den Häusern 17–24 gleichen Typs. Den Häusern Petritsch, Zöhrer, Beurle, Poiss, Heckel, Leeb, Hinterholzer und Fuchs | P84(Architekt): P131(Ort):                                                                       |
| ja | Datei hochladen | 1926–1927 | Siedlung „Linz Niederreith“                                                                          | Linz Froschberg, Niederreithstraße 1 Standort              | | P84(Architekt):Julius Schulte P131(Ort):Linz Region-ISO:AT-4                                     |
| ja | Datei hochladen | 1926–1928 | Wohnanlage Figulystraße 21                                                                           | Figulystraße 21/Tegetthoffstraße 34, Linz Standort         | | P84(Architekt):Matthäus Schlager, Julius Schulte P131(Ort):Linz Region-ISO:AT-4                  |
| ja | Datei hochladen | 1926–1928 | Wohnanlage Figulystraße 26                                                                           | Figulystraße 26, Linz Standort                             | | P84(Architekt):Julius Schulte P131(Ort):Linz Region-ISO:AT-4                                     |
| ja | Datei hochladen | 1926–1928 | Wohnanlage Figulystraße 29                                                                           | Figulystraße 29/Beethovenstraße 23, Linz Standort          | | P84(Architekt):Matthäus Schlager, Julius Schulte P131(Ort):Linz Region-ISO:AT-4                  |
| BW | Datei hochladen | 1926–1927 | Wohnanlage Ferihumerstraße                                                                           | Linz-Urfahr, Gerstnerstraße 2 / Ferihumerstraße 3 Standort | | P84(Architekt): P131(Ort):                                                                       |
| ja | Datei hochladen | 1927–1928 | Wohnanlage Sophiengutstraße                                                                          | Linz Froschberg, Sophiengutstraße 1 Standort               | | P84(Architekt):Julius Schulte P131(Ort):Linz Region-ISO:AT-4                                     |
| ja | Datei hochladen | 1927      | Schule in Attnang HERIS-ID: 93155 Objekt-ID: 108162                                                  | Kochstraße 3, 5 Standort                                   | Anmerkung: Ausgeführt nach seinem Tod 1928–1930 | P84(Architekt):Julius Schulte P131(Ort):Attnang-Puchheim Region-ISO:AT-4                         |
| | Datei hochladen | 1928      | Erweiterungsbau für die Rosenbauer-Fabrik (würfelartige Werkstatt samt angeschlossenem Schlauchturm) | Linz, Raimundstr. 5 Standort                               | zerstört Anmerkung: in den 1980er Jahren abgerissen | P84(Architekt): P131(Ort):                                                                       |
| | Datei hochladen | 1928      | Feuerlöschgerätefabrik K. Rosenbauer                                                                 | Linz, Leonding Standort                                    | zerstört | P84(Architekt): P131(Ort):                                                                       |
| BW | Datei hochladen | 1929      | Doppelhäuser Hörmannstraße                                                                           | Linz, Hörmannstraße 11 Standort                            | | P84(Architekt): P131(Ort):                                                                       |
| BW | Datei hochladen | 1931      | Einfamilienhaus Vergeinerstraße                                                                      | Linz, Vergeinerstraße 6 Standort                           | Anmerkung: Mit Hans Arndt und Paul Theer | P84(Architekt): P131(Ort):                                                                       |

## Ehrungen
- In Linz wurde die Schultestraße nach ihm benannt.[3]

## Ausstellungen
- Gebaut für alle. Curt Kühne und Julius Schulte planen das soziale Linz (1909–38). Nordico, Stadtmuseum Linz, November 2021 bis 18. April 2022.